# آلفا رومئو رومئو
آلفارومئو رومئو (Alfa Romeo Romeo) خودرویی است که در سال‌های ۱۹۵۴ تا ۱۹۸۳ تولید شده‌است.
این خودرو در کلاس ون قرار گرفته، طراحی آن خودروهای موتور جلو-محور جلو بوده‌است.